# Instituut voor de Gelijkheid van Vrouwen en Mannen
Het Instituut voor de Gelijkheid van Vrouwen en Mannen (IGVM) is een Belgische Instelling van openbaar nut die "instaat voor het waarborgen en bevorderen van de gelijkheid van vrouwen en mannen en de bestrijding van elke vorm van discriminatie en ongelijkheid op basis van geslacht". Het werd opgericht door de wet van 16 december 2002 en heeft een budget van een kleine 5 miljoen euro. Het IGVM werkt samen met Zij-kant voor de organisatie van de Equal Pay Day, in België sedert 2005.
In 2019 ontving het instituut 2349 meldingen en 245 klachten van discriminatie (een sterke stijging t.o.v. het jaar ervoor). Het had op dat moment 31 rechtszaken lopen rond discriminatie.
De overheidsinstelling Unia is verantwoordelijk voor het bestrijden van andere vormen van discriminatie, en voor het Vlaams Gewest het Vlaams Mensenrechteninstituut.